# Dichotomius fallax
Dichotomius fallax là một loài bọ cánh cứng trong họ Bọ hung (Scarabaeidae).